# Pallare
Pàllare ( Palëre o Pallae in ligure, Pàllër in piemontese) è un comune italiano di 869 abitanti della provincia di Savona in Liguria.

## Geografia fisica
Il comune è situato nell'alta val Bormida, nella vallata bagnata dal ramo della Bormida di Spigno: la Bormida di Pallare. Il monte più alto è la cima la Palina (1108 m s.l.m.) sul versante del Ronco di Maglio che è posto al confine con i comuni di Bormida e Osiglia.

## Storia

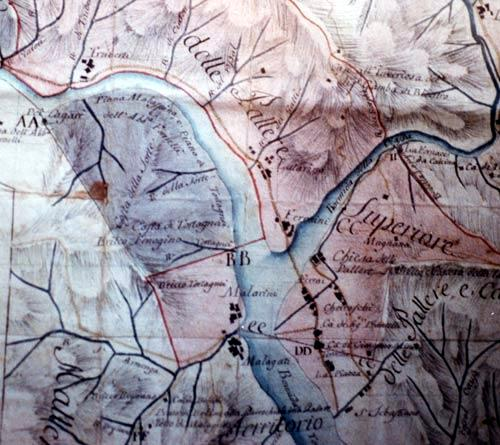
Mappa del territorio "delle Pallere" datata al 1771

Il toponimo Pallare si ipotizza sia derivato da quello di un tipo di quercia, la pallera, anticamente presente in molti tratti boschivi del territorio; oggi il territorio è composto principalmente da ampie zone forestali di castagni, abeti e faggete.
Nelle costiere pallaresi vi sono molte incisioni rupestri lasciate dagli antichi popoli Liguri in epoca pre-romana quando poi il territorio venne aggregato al municipio di Alba. Successivamente fece parte della marca aleramica e, dal XII secolo, nei domini della famiglia Del Carretto.
La prima citazione di Pallare, "le Pallare" (al plurale perché esistevano due quartieri, Pallare Superiore e Pallare Inferiore) risale al 1325 mentre Biestro, frazione comunale alle cui terre era unito fino al 1386, compare per la prima volta in un atto del 1111 e poi nel 1245 anche la chiesa parrocchiale biestrese intitolata a santa Margherita, l'odierno oratorio.
Il territorio è citato nel 1393 nella donazione delle terre che la famiglia carrettesca fecero a Teodoro II Paleologo e quindi sotto il dominio del Marchesato del Monferrato. La zona di Pallare fu quindi inglobata, nel 1519, nei confini del Marchesato di Finale mentre le terre di Biestro con Plodio furono quartieri di Cosseria e quindi feudo del Monferrato. Nel 1539 con il riconoscimento di autonomi statuti vide la nascita di Pallare Superiore con un territorio che occupava la parte alta della vallata, estendendosi dalle case di piazza Berlingeri fino al Rio Ciattone e una parte del bosco Camerale di Ronco di Maglio.
Pallare passò quindi sotto il dominio spagnolo dalla seconda metà del XVI secolo (l'occupazione militare avvenne già nel 1571, ma il giuramento di fedeltà ai sovrani spagnoli si ritrova in atti del 1602), fino al 1713 quando il marchesato venne acquistato dalla Repubblica di Genova che sottopose il territorio pallarese nella podesteria di Carcare; Biestro rimase feudo del Monferrato. Nel 1599 e ancora nel 1630 sono ricordate negli annali due violente epidemie che decimarono la popolazione.
Con la dominazione francese i territori di Pallare Superiore e di Pallare Inferiore rientrarono dal 2 dicembre 1797 nel Dipartimento del Letimbro, con capoluogo Savona, all'interno della Repubblica Ligure. Dal 28 aprile 1798 con i nuovi ordinamenti francesi, le due borgate verranno unite in un'unica municipalità facente parte del VIII Cantone, capoluogo Carcare, della Giurisdizione delle Arene Candide e dal 1803 centro principale del V Cantone delle Arene Candide nella Giurisdizione di Colombo. Annesso al Primo Impero francese dal 13 giugno 1805 al 1814 venne inserito nel Dipartimento di Montenotte.
Nel 1815 Pallare fu inglobato nel Regno di Sardegna, così come stabilì il Congresso di Vienna del 1814, e successivamente nel Regno d'Italia dal 1861. Dal 1859 al 1927 il territorio fu compreso nel IV mandamento di Cairo del circondario di Savona facente parte della provincia di Genova; nel 1927 anche il territorio comunale pallarese passò sotto la neo costituita provincia di Savona.
Dal 31 agosto 1928 il comune di Biestro, che contava allora 530 abitanti, cessò di esistere e fu annesso a quello di Pallare dal 1929 formandone l'attuale territorio e diventandone l'unica frazione.
Dal 1973 al 30 aprile 2011 ha fatto parte della Comunità montana Alta Val Bormida.

### Simboli
Stemma
Gonfalone
Lo stemma è stato concesso con il decreto del presidente della Repubblica dell'11 maggio 1979 e registrato dall'Ufficio Araldico il 6 ottobre 1979, n. 35.
I tre abeti, assunti a simbolo del Comune, si trovavano nell'omonima località alle pendici di Ronco di Maglio, che a loro deve il nome, ed erano tre esemplari di abete bianco nati sul fusto coricato in orizzontale di un quarto abete, rarità naturale della quale oggi rimane, purtroppo, soltanto un fusto ormai seccato.

La Y centrale rappresenta i due fiumi, la Bormida e la Viazza, che attraversano e bagnano il fondovalle del paese, mentre le due stelle rappresentano i due nuclei di Pallare e Biestro.

## Monumenti e luoghi d'interesse

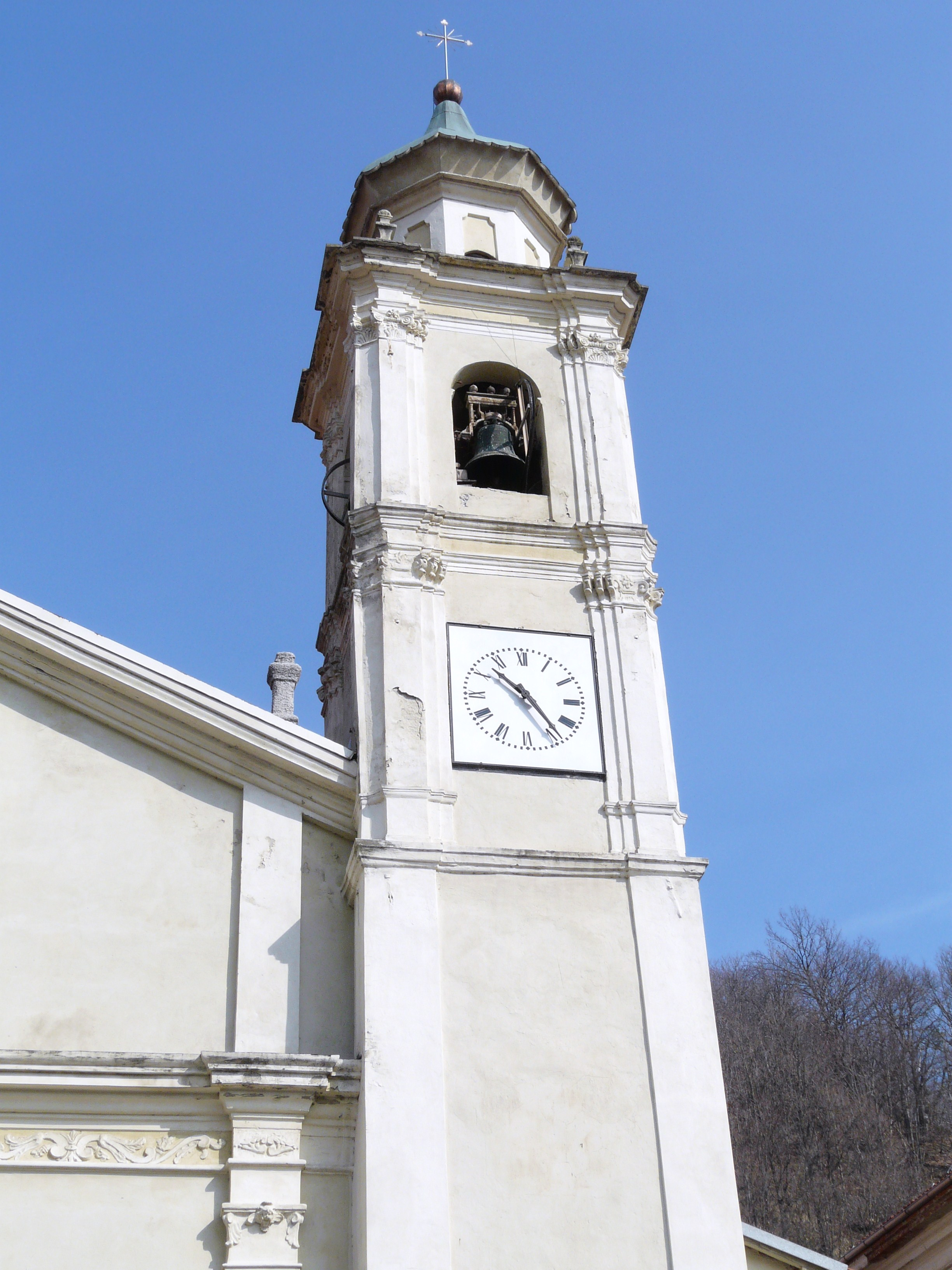
Il campanile della chiesa parrocchiale di San Marco Evangelista a Pallare

### Architetture religiose
- Chiesa parrocchiale di San Marco Evangelista nel capoluogo. Eretta agli inizi del 1500 nel 1623 venne elevato il campanile e nel 1698 fu notevolmente abbellita. la seguito dei danni dell'alluvione del 1798 fu completamente ricostruita modificandone anche l'orientamento tra il 1809 e il 1816 in stile tardo barocco dall'architetto Porro di Finale Ligure; Le opere interne il pregevole crocefisso alle spalle dell'altare, e ai lati due dipinti del Toscano da Mondovì (1903) e del Vinai la pala d'altare, la statua lignea del santo ad opera di Antonio Brilla, quella della Vergine del Rosario e due affreschi risalenti alla fine del Cinquecento riscoperti nel 1977 con la demolizione dei due altari laterali.
- Chiesa parrocchiale di Santa Margherita d'Antiochia nella frazione di Biestro. Costruita da Pompeo Del Carretto nel 1663, sostituì l'antica parrocchiale risalente all'XI secolo, citata per la prima volta nel 1245 e adibita ad oratorio dei Disciplinanti. Nelle quattro cappelle laterali e ai lati dell'altare sono visibili pregevoli opere artistiche, statue lignee di Antonio Brilla (Santa Margherita del 1860 e Gruppo dell'Annunziata del 1867) e di Pasquale Navone (Madonna del Rosario, 1791), pala d'altare di Castellino Castelli, pregevole crocefisso alle spalle dall'altare, altri dipinti e splendidi interni e soffitti con ricchi stucchi restaurati nel 2004.
- Oratorio della Santissima Annunziata nella frazione di Biestro. Risalente all'XI secolo fu la prima parrocchiale biestrese, citata nel 1245. Conserva al suo interno affreschi quattrocenteschi e un pregevole altare; le altre opere sono oggi nella parrocchiale (dipinto della scuola di Guido Reni e il pregevole gruppo ligneo ad opera di Antonio Brilla).
- Chiesa dei Santi Pietro e Paolo a margine dell'antica borgata di Costabella. Del 1573, oggi è di proprietà privata. Pregevole è l'altare con ancora le due raffigurazioni dei santi ai lati con alle spalle un dipinto di autore ignoto del XVII secolo, resti dell'affresco del Ricci (1711) sulla facciata.
- Chiesa di San Rocco, nella località di San Rocco. Fu edificata nel 1631 e restaurata nel 1844 per la riapertura del sito religioso, all'interno il Crocefisso ligneo, statua del Santo (1871) e due dipinti, uno del Martirio di san Sebastiano del Marro (1923), l'altro raffigurante Santa Liberata (1845).
- Cappella Mater Misericordia. Attualmente di proprietà privata, fu edificata nel 1884. Sopra l'altare una rappresentazione dell'Apparizione della Madonna di Misericordia a Savona, e ai lati due affreschi tardo ottocenteschi di San Carlo Borromeo e di San Giacomo forse attribuiti al pittore Andrea Vinai. La cappella ha subito, nel 2004, interventi di recupero degli interni ed esterni.
- Cappella del Prato dello Stallo, detta localmente Prò du Stal, fu edificata nel 1937 nei pressi di un antico pilone votivo dove, secondo la devozione popolare, apparve nel XIX secolo la Vergine Maria ad un pastore del luogo. Conserva un bassorilievo del 1937 ritraente la Santa Vergine col bambino opera di Diana Fontana.
- Ex abbazia di Santa Maria e San Lazzaro. Sita in località Fornelli, oggi ricadente sotto il territorio di Mallare, fondata da Enrico I Del Carretto detto "il Guercio" nel 1179 quale chiesa ospedale per dodici lebbrosi e affidata ai frati agostiniani. Eretta in stile romanico e in seguito gotico lombardo, ha una pregevole architettura interna a croce latina con soffitti ad arco acuti e tre absidi le due laterali con un ciclo di affreschi quattrocenteschi, bisognosi di urgenti restauri.

### Architetture civili

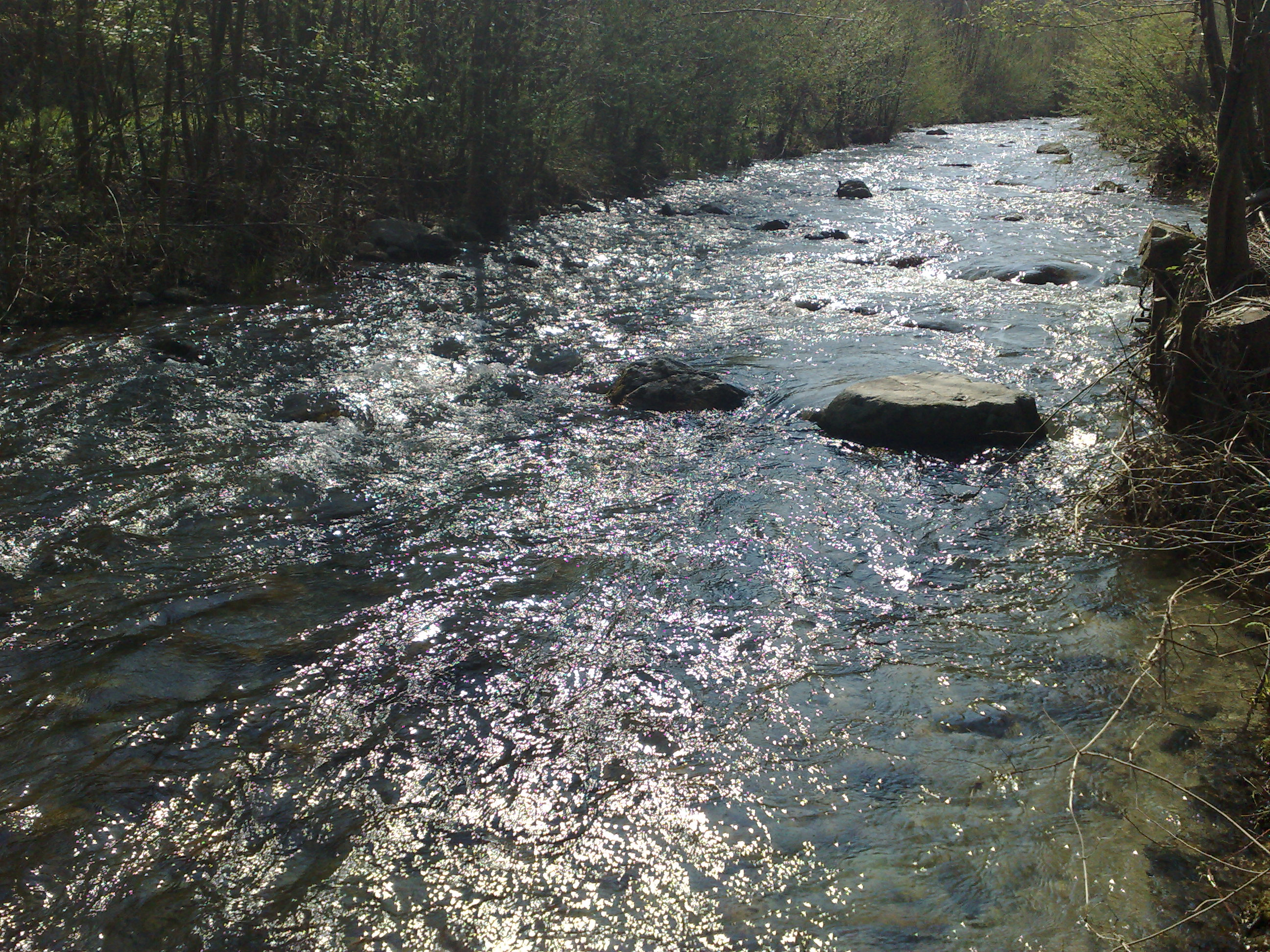
Il fiume Bormida di Pallare

- Cà di Gamba nella frazione di Biestro. Secondo un'incisione sui solai, la struttura fu edificata già nel 1111; la famiglia Gamba l'abitò dal XVI secolo e di tale testimonianza rimane lo stemma nobiliare famigliare sopra un caminetto.
- Su alcuni casolari delle borgate rimangono visibili antiche meridiane.

### Aree naturali
Tra i territori comunali di Pallare, Osiglia, Bormida e Mallare è presente e preservato un sito di interesse comunitario, proposto dalla rete Natura 2000 della Liguria, per il suo particolare interesse naturale, faunistico e geologico. Il sito è collocato nell'area boschiva del Ronco di Maglio e zone adiacenti in cui insistono faggete (Fagus sylvatica) e boschi misti. Oltre ad alcune specie di orchidee, sono segnalate in questa area il giglio martagone (Lilium martagon) e la campanula toscana (Campanula medium). Tra gli uccelli il picchio muratore (Sitta europaea) e il falco pecchiaiolo (Pernis apivorus); tra gli invertebrati il Carabus solieri liguranus, Philorhizus liguricus e Haptoderus apenninus.
- Albero monumentale Carpine nero accanto alla cascina Nottola.

### Siti archeologici
Sulle dorsali molte sono le incisioni rupestri risalenti agli antichi Liguri (bric della Costa, bric Gazzaro, bric Rotondo) e misteriose pietre spesso erose dagli elementi, legate a leggende di tesori nascosti, così come il grande "Scoglio del Marenco" sulla costiera del bric Guardacielo.
In località Bricco, nella frazione di Biestro, si trovano le cosiddette "Pietre di Napoleone". Si tratta di quattro grandi pietre (che la tradizione popolare collega al periodo Napoleonico ma potrebbero essere risalire a periodi più antichi, intagliate nella roccia arenaria, facile da lavorare e sul cui utilizzo non esistono fonti né ipotesi se non di fantasia. Si può presumere si volessero scolpire uguali e si ritrovano a diversi momenti di lavorazione, una terminata le altre due incompiute e più piccola di forma diversa.
La loro notevole dimensione, e la presenza di una croce incisa le potrebbe collegare alle numerose incisioni rupestri risalenti alle antiche popolazioni liguri sulle costiere biestresi forse riscoperte nel periodo napoleonico per la presenza di un avamposto che da quella sommità controllava la sottostante strada verso Millesimo. Pietre di questo tipo di pietre di colmo sono visibili ancora oggi in alcuni ponti realizzati durante l'occupazione napoleonica, come quello sotto l'attuale sede stradale tra Altare e il casello autostradale, o quello, abbandonato e coperto dalla vegetazione, all'inizio del rio Ferranietta (Ferrania, nel comune di Cairo Montenotte), ma è difficile pensare all'utilizzo per un ponte considerata la distanza dai fiumi, il loro peso e dimensione e la mancanza di progetti o documenti che ne facciano menzione. Non esistono però atti o progetti di ponti da realizzarsi a Cosseria o Millesimo, territori allora collegati direttamente a Biestro mentre dai documenti risulta che le pietre necessarie per il ponte di Carcare, rovinato dall'alluvione del 1798, provenivano da cave più vicine poste in Carcare che all'epoca era un altro Stato,.

## Società

### Evoluzione demografica
Abitanti censiti

### Etnie e minoranze straniere
Secondo i dati Istat al 31 dicembre 2019, i cittadini stranieri residenti a Pallare sono 48.

## Cultura

### Cucina
Un piatto tipico della gastronomia di Pallare è il lisotto, un impasto di patate cotte alla piastra e condito nella sua originarietà solamente con una salsa a base di aglio. Piatto di origine contadina, e quindi "povero" e "rustico", la sua originale preparazione era a base di farina di cereali (grano, farro e segala), acqua e sale; veniva poi cotta su una piastra o ancora su una pietra rovente. Solamente nel corso dell'Ottocento al preparato originario, secondo alcune fonti risalente all'epoca medievale, verrà aggiunta la patata.

## Geografia antropica
Il territorio comunale è costituito, oltre il capoluogo comunale, dall'unica frazione di Biestro, già comune autonomo e che andò a unirsi nel 1929 con Pallare, per una superficie territoriale di 21,33 km2.
Confina a nord con i comuni di Plodio e Carcare, a sud con Bormida, ad ovest con Millesimo e Osiglia, ad est con Mallare.

## Economia
Sul territorio sono presenti alcune piccole ditte metalmeccaniche artigianali, due segherie, e una cava di ghiaia. Viene effettuata inoltre la raccolta delle castagne e dei funghi.

## Infrastrutture e trasporti

### Strade
Il centro di Pallare è attraversato principalmente dalla strada provinciale 15 che permette il collegamento stradale con Bormida, a sud, e Carcare a nord.

## Amministrazione

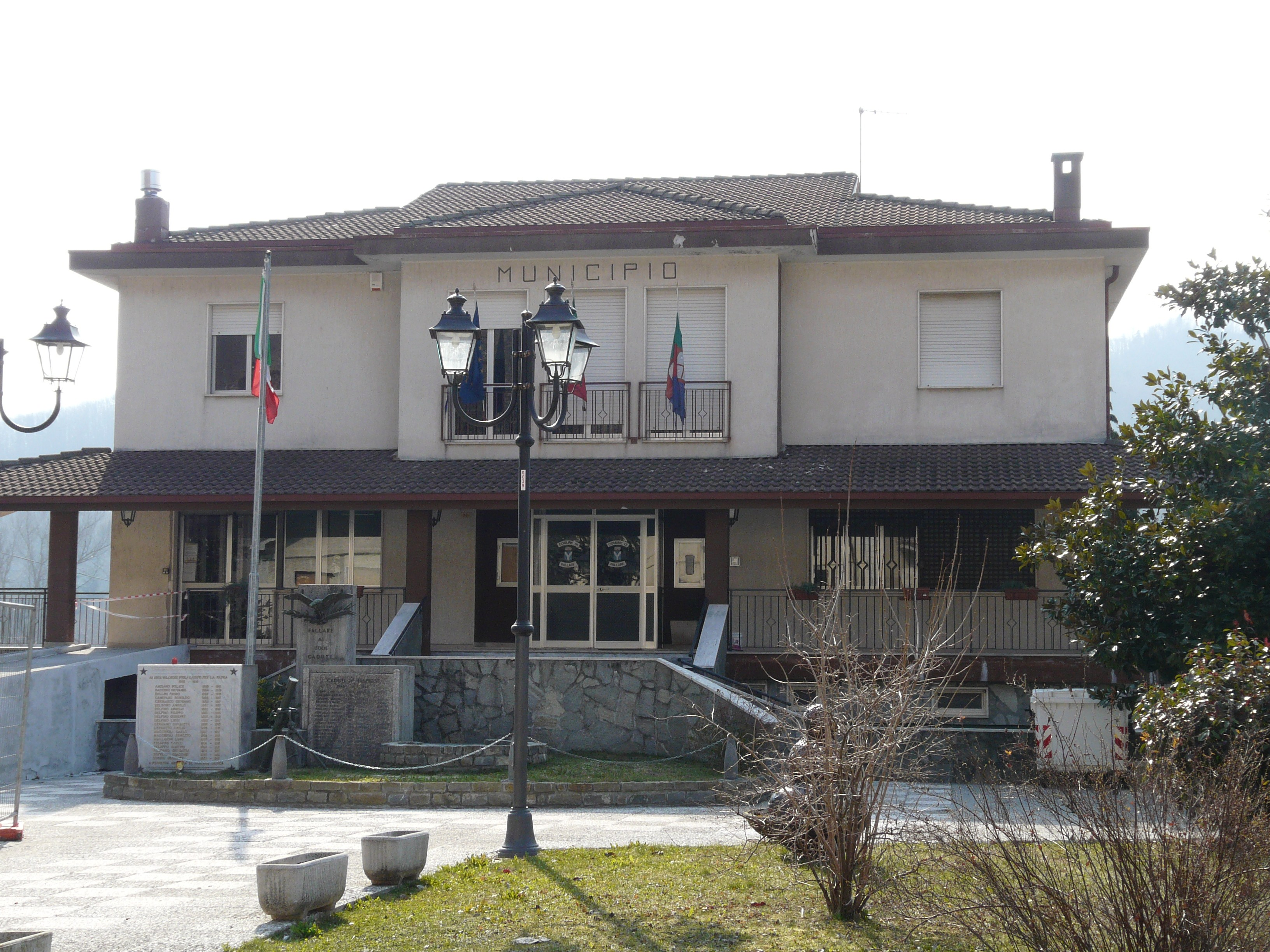
Il municipio

| Periodo        | Periodo        | Primo cittadino  | Partito                                               | Carica  | Note |
| -------------- | -------------- | ---------------- | ----------------------------------------------------- | ------- | ---- |
| 6 giugno 1985  | 26 maggio 1990 | Sergio Colombo   | Partito Socialista Italiano                           | Sindaco |      |
| 26 maggio 1990 | 24 aprile 1995 | Sergio Colombo   | lista civica                                          | Sindaco |      |
| 24 aprile 1995 | 14 giugno 1999 | Amedeo Patrone   | lista civica di sinistra                              | Sindaco |      |
| 14 giugno 1999 | 14 giugno 2004 | Amedeo Patrone   | lista civica di centro-sinistra                       | Sindaco |      |
| 14 giugno 2004 | 8 giugno 2009  | Sergio Colombo   | lista civica                                          | Sindaco |      |
| 8 giugno 2009  | 26 maggio 2014 | Sergio Colombo   | Il ponte (lista civica)                               | Sindaco |      |
| 26 maggio 2014 | 27 maggio 2019 | Giovanni Delfino | Uniti per Pallare (lista civica di centro-destra)     | Sindaco |      |
| 27 maggio 2019 | 10 giugno 2024 | Sergio Colombo   | Tutti per Pallare … Pallare per tutti! (lista civica) | Sindaco |      |
| 10 giugno 2024 | in carica      | Sergio Colombo   | Alleanza per Pallare (lista civica)                   | Sindaco |      |

## Sport

### Calcio
- Pallare Calcio, militante nel campionato di Seconda Categoria.